# Barrachois Provincial Park
Barrachois Provincial Park är en park i Kanada.   Den ligger i provinsen Nova Scotia, i den östra delen av landet, 1 200 km öster om huvudstaden Ottawa. Barrachois Provincial Park ligger 32 meter över havet. Den ligger på ön Kap Bretonön.
Terrängen runt Barrachois Provincial Park är varierad. Havet är nära Barrachois Provincial Park åt nordväst. Närmaste större samhälle är Sydney, 20,0 km öster om Barrachois Provincial Park. 
I omgivningarna runt Barrachois Provincial Park växer i huvudsak blandskog. Runt Barrachois Provincial Park är det ganska glesbefolkat, med 34 invånare per kvadratkilometer.